# Monte Alegre, Michoacán de Ocampo
Monte Alegre är en ort i Mexiko.   Den ligger i kommunen Tlalpujahua och delstaten Michoacán de Ocampo, i den sydöstra delen av landet, 120 km väster om huvudstaden Mexico City. Monte Alegre ligger 2 686 meter över havet och antalet invånare är 579.
Terrängen runt Monte Alegre är huvudsakligen kuperad, men den allra närmaste omgivningen är platt. Runt Monte Alegre är det ganska tätbefolkat, med 179 invånare per kvadratkilometer. Närmaste större samhälle är Tlalpujahua de Rayón, 3,8 km öster om Monte Alegre. Trakten runt Monte Alegre består till största delen av jordbruksmark.